# ورزشگاه ماتوزا
ورزشگاه ماتوزا (ایتالیایی: Stadio Matusa)یک ورزشگاه چند منظوره در فروزینونه ایتالیا است؛ و تقریباً برای مسابقات فوتبال و زمین خانگی باشگاه فوتبال فروزینونه استفاده می‌شود و گنجایش ۹۸۶۰ نفر را دارد.